# 拉爾謝特卡爾峰

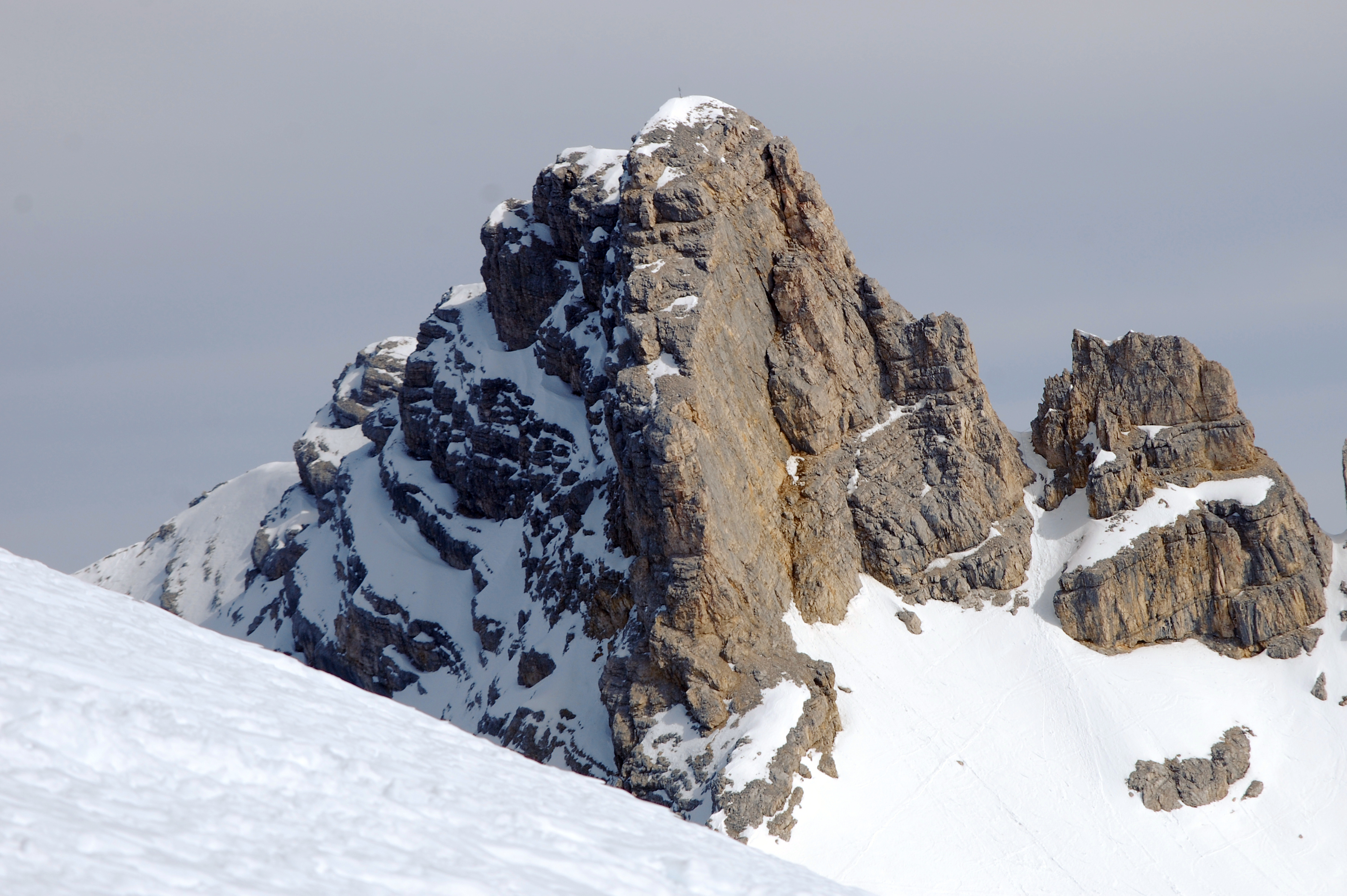

47°24′38″N 11°21′15″E / 47.41056°N 11.35417°E
拉爾謝特卡爾峰（德語：Larchetkarspitze），是奧地利的山峰，位於該國西部，由蒂羅爾州負責管轄，屬於卡爾文德爾山脈的一部分，距離普萊森峰0.8公里，海拔高度2,541米，每年平均降雨量1,666毫米，人類在1870年8月3日首次登頂。